# Nearc d'Orcomen
Nearc (en llatí Nearchus, en grec antic Νέαρχος) va ser un governant de la ciutat grega d'Orcomen a l'Arcàdia. Va florir l'any 234 aC.
Probablement era un tirà i només es coneix per una inscripció que parla d'un tractat amb la Lliga Aquea on diu que accepta renunciar al seu càrrec si els habitants d'Orcomen prometen no processar-lo ni a ell ni als seus fills.